# خرو (كوهسرخ)
خرو هي قرية في مقاطعة كوهسرخ، إيران. يقدر عدد سكانها بـ 119 نسمة بحسب إحصاء 2016.